# Kazuhide Uekusa
Kazuhide Uekusa (japonsky 植草 一秀, Uekusa Kazuhide; * 18 . prosinec 1960 Tokio), je japonský ekonom, ekonomický analytik, bývalý vedoucí ekonom společnosti Nomura Research Institute a předseda ve výzkumném institutu Three-Nations Research Institute. V letech 2004 a 2006 byl zatčen za sexuální delikty.

## Život a kariéra
V roce 1979 nastoupil na univerzitu v Tokiu a vystudoval ekonomii. Po jejím absolvování v březnu 1983 nastoupil Uekusa následující měsíc do Výzkumného ústavu Nomura. V červenci 1985 získal postavení vědeckého pracovníka v Ústavu fiskální a monetární politiky na Ministerstvu financí. V červnu 1991 se stal odborným asistentem ústavu pro výzkum hospodářství na univerzitě v Kjótu, v říjnu 1993 čestným členem Hooverova institutu při Stanfordovy univerzitě.
Senior ekonomem společnosti Nomura Research Institute se stal v dubnu 2002. Od dubna 2003 je profesorem na postgraduální škole v Waseda University. Pak založil výzkumný institut Three-Nations Research Institute, a 1. dubna 2005 se stal jeho předsedou. V dubnu 2006 vrátil k akademické kariéře jako hostující profesor na Univerzitě v Nagoji, kde přednášel o ekonomických strategiích až do svého zatčení v roce 2006.

### Kriminální obvinění
Dne 8. dubna 2004 byl Uekusa zatčen za to, že se snažil dívat školačkám pod sukně pomocí ručního zrcátka, během jízdy na eskalátoru na nádraží Šinagawa ve čtvrti Minato v Tokiu. Ihned po svém zatčení se Ukekusa ke svým činnům přiznal a omluvil se. Kvůli zatčení byl ke dni 7. března 2004 propuštěn z pozice profesora i přesto, že své provinění popřel.
Případ projednával Tokijský oblastní soud dne 23. března 2005. Vrchní soudce mu udělil pokutu 500000 jenů a bylo mu zabaveno jeho zrcátko. Uekusa trval na tom, že se jednalo o neférové odsouzení a trval na odvolání. Ovšem rozsudek nabyl platnosti, protože se neodvolal v řádném termínu.
Uekusa byl znovu zatčen 13. září 2006 na nádraží Keikjú Kamata kvůli obtěžování dívky ve vlaku. Dne 27. září 2006 oznámila Nagojská univerzita obchodu a byznysu, že Uekusu propustila z pozice hostujícího profesora. Uekusa prohlásil, že je nevinný s tvrzením, že byl při zatčení opilý, takže si nepamatuje co se oné noci stalo. Dne 4. října 2006 byl obviněn jako čikan.
Dne 22. ledna 2007 byl propuštěn z Tokijského zadržovacího centra na kauci ve výši 6 milionů jenů.
Dne 16. října 2007 Uekusu odsoudil Tokijský obslastní soud ke čtyřem měsícům ve vězení. Uekusa odvolal počáteční popření svých činnů, ale stopy vláken na jeho obleku spolu se svědeckou výpovědí byly pro soud dostatečnými důkazy o tom, že obžalovaný sahal pod sukni oběti. Uekusa poté přišel s odvoláním, v němž bylo uvedeno, že „pravda vždy zvítězí”. 16. dubna 2008, Tokijský vrchní soud potvrdil verdikt oblastního soudu a 26. července Nejvyšší soud zamítl Uekusovo poslední odvolání.
V rozhovoru s novinářem Benajminem Fulfordem 19. července 2008, Uekusa uvedl, že byl zatčen při vyšetřování národní politiky poté, co v televizním vysílání kritizoval hospodářskou politiku Džuničira Koizumiho a Heizó Takenaky.